# Springer (Nuovo Messico)
Springer è un comune degli Stati Uniti d'America, situato nello stato del Nuovo Messico, nella contea di Colfax.